# Karl Davies
Karl Davies (Stockport, 6 agosto 1982) è un attore britannico.
È noto principalmente per i ruoli di Robert Sugden nella soap opera Valle di luna (Emmerdale) e di Lyle Anderson in Kingdom, e si contano partecipazioni ricorrenti a serie televisive come Peak Practice, Il Trono di Spade e The Syndicate. Ha inoltre rivestito ruoli rilevanti nei film Dolphins (2007), The Quiet Hour e Black Sea (2014).

## Filmografia

### Cinema
- Dolphins, regia di Mark Jay (2007)
- Castles in the Sky, regia di Gillies MacKinnon (2014)
- The Quiet Hour, regia di Stéphanie Joalland (2014)
- Home for Christmas, regia di Jamie Patterson (2014)
- Black Sea, regia di Kevin Macdonald (2014)
- Caught, regia di Jamie Patterson (2016)

### Televisione
- Fat Friends – serie TV, 1 episodio (2000)
- Peak Practice – serie TV, 28 episodi (2000-2001)
- Metropolitan Police (The Bill) – serie TV, 1 episodio (2001)
- Valle di luna (Emmerdale) – serial TV, 167 puntate (2001-2005)
- The Hidden City – serie TV (2002)
- Dead Clever: The Life and Crimes of Julie Bottomley – film TV (2007)
- Kingdom – serie TV, 18 episodi (2007-2009)
- A Very British Sex Scandal – film TV (2007)
- The Unsinkable Titanic – film TV (2008)
- L'ispettore Barnaby (Midsomer Murders) – serie TV, 1 episodio (2010)
- The Case – serie TV, 5 episodi (2011)
- Il Trono di Spade (Game of Thrones) – serie TV, episodi 2x01-2x02-2x07 (2012)
- The Syndicate – serie TV, 6 episodi (2013)
- The Crimson Field – miniserie TV, 2 puntate (2014)
- Happy Valley – serie TV, 12 episodi (2014-2023)
- My Mad Fat Diary – serie TV, 3 episodi (2015)
- Virtuoso – film TV (2015)
- Brief Encounters – serie TV, 6 episodi (2016)
- Shakespeare & Hathaway: Private Investigators – serie TV, 1 episodio (2018)
- Chernobyl – miniserie TV, 3 puntate (2019)
- L'amore e la vita - Call the Midwife (Call the Midwife) – serie TV, episodio 9x05 (2020)
- The Tower – serie TV, 4 episodi (2021-2023)
- The Baby – miniserie TV, 4 puntate (2022)
- The Nevers – serie TV, episodi 1x10-1x11 (2023)
- The Bay – serie TV, 6 episodi (2023)

## Doppiatori italiani
Nelle versioni in italiano delle opere in cui ha recitato, Karl Davies è stato doppiato da:
- Marco Vivio in Black Sea, The Baby
- Niccolò Guidi ne Il Trono di Spade
- Daniele Raffaeli in Happy Valley